# 임은혜
한수민(1987년 10월 31일 ~ )은 대한민국의 배우이다.

## 출연

### 드라마
- 성장드라마 반올림
- 괜찮아, 아빠딸
- 내 딸 꽃님이
- 판다양과 고슴도치

### 광고
- 2010년 교촌치킨